# دولورس کلیبورن (فیلم)
دولورس کلیبورن (به انگلیسی: Dolores Claiborne) فیلمی محصول سال ۱۹۹۵ و به کارگردانی تیلور هاکفورد است. در این فیلم بازیگرانی همچون کتی بیتس، جنیفر جیسن لی، دیوید استراترن، جودی پارفیت، جان سی ریلی، اریک بوگوسیان، کریستوفر پلامر، باب گانتون، وین رابسن ایفای نقش کرده‌اند.